# Chamaemyces
Chamaemyces là một chi nấm trong họ Agaricaceae. Loài này được nhà nấm học Franklin Sumner Earle miêu tả năm 1906.

## Hình ảnh

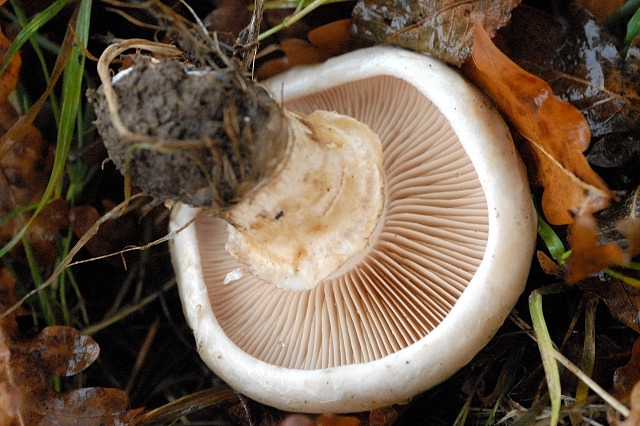